# 玉岡金太
玉岡 金太（たまおか きんた、1977年8月17日 - ）は、日本のプロレスのレフェリー。本名：玉岡 孝一（たまおか こういち）。兵庫県三田市出身。

## 経歴
闘龍門の4期生（同期に斎藤了がいた）として入門するも、練習についていくことが出来ず、レフェリーとして2001年3月11日宮城大会にてデビューを果たす。神田裕之がレフェリーに転向するまでは、団体に所属する唯一のレフェリーとして活躍した。神田やベーカリー八木が加わった後も公平なレフェリングをこなしていたが、神田の現役復帰に反発しマッスル・アウトローズに加入、ヒールへと転向する。
途中休憩の時、玉岡がロープワークをしてロープチェックするのが隠れた名物の一つであった。
2006年10月20日の試合で旗持ちオヤジに負け、ヒールから元のレフェリーに復帰した。だが11月8日の試合にてマッスル・アウトローズに再合流すると、玉岡も再びヒールのレフェリーに転向した。
2007年5月12日の『マッスルライヴ』でGammaと組み2度目の試合に挑み、新人レフェリーの大宅龍則からフォール勝ちを収め初勝利を挙げた（大宅のパートナーはCIMA）。
レフェリーながらもバックドロップやマッドスプラッシュ、ブレーンバスターやスタイルズクラッシュ等の大技を使うため、密かにマッスルのメンバー達と練習してるとの噂もある。
2007年6月16日、玉岡は大阪府立体育会館の試合でアンソニー・W・森、ドラゴン・キッドに対し、「お前のように背が低い奴なら俺でも勝てる」と暴言を吐いた。その結果、7月1日の神戸ワールドでの試合に玉岡の参加が決定し、対戦相手はアンソニー、キッド、パートナーはGammaだった。当初、玉岡のパートナーはDr.マッスルでGammaは同日のメインで行われたCIMAとのODG挑戦者決定戦に敗れたペナルティとして、ワールドの出場は禁止とし自宅でおとなしくPPV観戦のはずだった。しかし、納得のいかないGammaはDr.マッスルにGammaスペシャルを食らわせ、強引にDr.マッスルから出場権を手にしてしまう。
試合は玉岡がキッドのウルトラ・ウラカン・ラナを決められカウント3かと思われたが、Gammaがキッドのマスクを剥きGamma＆玉岡組の反則負けとなった。翌1か月後の8月11日の名古屋大会にて再戦が行われることが決定した。この試合は、Gamma＆玉岡組が負けたら丸坊主に、アンソニー＆キッド組が負けた場合はアンソニーは丸坊主、キッドはマスクを脱ぐと言うマスカラ・コントラ・カベジャラ戦となった。また、前回のような決着は避けるため15分の制限時間内に決着が着かなければ全員敗者となり、Gamma、玉岡、アンソニーは丸坊主、キッドはマスク脱ぎとなった。結果はアンソニーが丸め込んだGammaを玉岡が見捨て、Gammaが丸坊主となった。この結果に納得のいかないGammaと9月22日の大田区体育館で「敗者マッスルアウトローズ追放マッチ」として対決したが、当初Gammaの味方と思われていたマッスルアウトローズのメンバーが最後の場面でGammaを裏切り、玉岡が勝利した。勝った玉岡は、「これからはレフェリーに専念する」と誓った。
10月21日、玉岡はマッスル・アウトローズを追放され、マッスルを追放されてからは真っ当なレフェリーに戻った。
その後も玉岡は本体でメインレフェリーを務めるなどレフェリング技術の向上のみならず、お笑い試合などでのマイクアピールにも成長著しいところを垣間見せていたが2011年4月4日に覚醒剤取締法違反（使用）の疑いで兵庫県警須磨署に逮捕された。これにより、ドラゴンゲートは同5日付で玉岡を所属契約条項の重大な契約違反に伴う懲戒解雇処分とした。

## 得意技
- 高速カウント

玉岡がレフェリーをする時に使うカウント。相手がフォールを取る時は低速カウントにする。
- 垂直落下式ブレーンバスター
- キンタ・スプラッシュ
- スタイルズ・クラッシュ

## その他
- 歌はもの凄く上手いらしい。打ち上げの席で美声を披露しているところを各選手がブログで報告している。
- 金髪、アフロ、編み込み、オールバックなど頻繁にヘアースタイルを変える。
- 愛車は日産のシルビア（S13）。度々ブログでも登場する。